# Magistralni put 28
Die Magistralni put 28 ist eine Bundesstraße in Serbien. Sie beginnt in Mali Zvornik an der serbisch-bosnischen Grenze und verläuft in südlicher Richtung parallel zum Fluss Drina nach Kotroman, wo sie an die bosnische Magistralni put M5 anschließt. Die Bundesstraße ist Teil der Europastraßen E761 und E763.

## Planungen
In Zukunft soll die Autoput A10 zwischen Užice und Kotroman gebaut werden. Nach der Fertigstellung der Autobahn wird es zu einer Entlastung auf dieser Strecke kommen.